# Булмерка, Хассиба
Хассиба Булмерка (араб. حسيبة بولمرقة‎, род. 10 июля 1968, Константина, Алжир) — алжирская бегунья на средние дистанции, олимпийская чемпионка 1992 года, двукратная чемпионка мира на дистанции 1500 метров.
Дебютировала на международной арене в 1986 году, заняв 80-е место на чемпионате мира по кроссу. В 1988-89 годах одержала ряд побед на национальных и региональных турнирах, в том числе, 4 раза стала чемпионкой Африки на дистанциях 800 и 1500 метров и заняла 7-е место на чемпионате мира по кроссу. Однако на дебютных для неё Олимпийских играх в Сеуле на обеих дистанциях выбыла уже на стадии предварительных забегов.
Первую крупную победу одержала на турнире Golden Gala в Риме в 1991 году. В том же году стала первой африканской спортсменкой, ставшей чемпионкой мира.
После этого подвергалась нападкам исламских фундаменталистов, считавших, что она выступает в слишком открытой спортивной форме.
В 1992 году принесла Алжиру первую золотую медаль на Олимпийских играх, победив в Барселоне на дистанции 1500 м. В 1993 году стала бронзовым призёром Чемпионата мира в Штутгарте, в 1994 - победителем Кубка мира.
В 1995 году, не выиграв по ходу сезона ни одного крупного соревнования, вновь стала чемпионкой мира. На Олимпиаде в Атланте не вышла в финальный забег, получив травму лодыжки. После сезона 1997 года завершила спортивную карьеру.
В 1999-2000 гг. была членом комиссии спортсменов МОК. До настоящего времени является обладателем рекорда Африки в беге на 1500 метров, установленного в 1992 году (3.55,30), а её континентальный рекорд в беге на милю (4.20,79) был побит лишь в 2008 году, продержавшись 17 лет.
В настоящее время руководит компанией «Hassiba Boulmerka International», занимающейся фармацевтическим бизнесом.
В 1995 году стала лауреатом премии Принца Астурийского, в 2001 году вошла в Африканский зал спортивной славы.